# 284 Amalia
284 Amalia este un asteroid din centura principală, descoperit pe 29 mai 1889, de Auguste Charlois.